# 꿈꾸는 라디오
꿈꾸는 라디오는 대한민국의 라디오 채널 MBC FM4U(전국, 수도권 기준 FM 91.9㎒)에서 방송되었던 오락 전문 라디오 프로그램이다. 짧게는 "꿈꾸라"로도 불린다. 원래는 밤 10시부터 밤 12시까지 방송되었다. 2018년 MBC 라디오 봄 개편에 따라 2018년 4월 9일부터 2019년 9월 29일까지 밤 9시부터 밤 11시까지 방송되었다. 2019년 9월 30일부터 2022년 3월 27일까지 MBC 라디오 가을 개편에 따라 1시간씩 앞당겨져 저녁 8시부터 밤 10시까지 방송되었다. 후속 프로그램으로는 '친한친구'가 부활되어 방송한다. 2022년 3월 27일 자로 15년만에 폐지되었다.

## 역대 방송 시간
| 방송 채널 | 방송 기간                                            | 방송 시간                 |
| --------- | ---------------------------------------------------- | ------------------------- |
| MBC FM4U  | 2007년 10월 15일 ~ 2011년 5월 31일                   | 매일 밤 10:00 ~ 밤 12:00  |
| MBC FM4U  | 2013년 9월 2일 ~ 2018년 4월 8일 (이후 2년 만에 부활) | 매일 밤 10:00 ~ 밤 12:00  |
| MBC FM4U  | 2018년 4월 9일 ~ 2019년 9월 29일                     | 매일 밤 9:00 ~ 밤 11:00   |
| MBC FM4U  | 2019년 9월 30일 ~ 2022년 3월 27일                    | 매일 저녁 8:00 ~ 밤 10:00 |

## 역대 DJ
- 1대, 6대 - 타블로 : 2007년 10월 15일 ~ 2009년 6월 14일, 2013년 9월 2일 ~ 2015년 11월 14일
- 2대 - 윤건 : 2009년 6월 15일 ~ 2009년 11월 1일
- 3대 - 김범수 : 2009년 11월 2일 ~  2010년 10월 17일
- 4대 - 옹달샘 : 2010년 10월 18일 ~ 2011년 5월 8일
- 5대 - 심현보 : 2011년 5월 9일 ~ 2011년 5월 31일
- 7대 - 테이 : 2015년 11월 16일 ~ 2018년 4월 8일
- 8대 - 양요섭 : 2018년 4월 9일 ~ 2019년 1월 6일
- 9대 - 박경 : 2019년 4월 1일 ~ 2020년 4월 26일
- 10대 - 전효성 : 2020년 5월 11일 ~ 2022년 1월 2일

## 수상 목록
- 2018년 MBC 방송연예대상 라디오부문 신인상 (양요섭)
- 2020년 MBC 방송연예대상 라디오부문 신인상 (전효성)

## 코너

### 매일 코너
- 여기 나이쓰
- 여기 나왔쓰
- Do you remember?
- 흔한 사랑 노래처럼

### 요일 코너
- 월요일 : 퀴즈 음악중심
- 화요일 : OO강림
- 수요일 : 소년소녀 가요 열(10)서 (with 이장준)
- 목요일 : 고막 데이트
- 금요일 : 소년소녀 OST 열(10)서 (with 유승우)
- 토요일 : 사빠죄 (with 정재호)